# Robert Wisdom

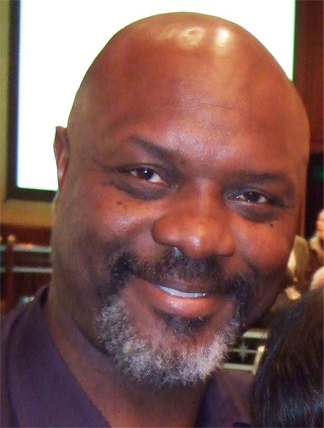
Robert Wisdom (2008)

Robert Wisdom (* 14. September 1953 in Washington, D.C.) ist ein US-amerikanischer Schauspieler.

## Leben
Robert Wisdom wurde als Sohn jamaikanischer Eltern geboren. Als zweites von drei Kindern wuchs er in Washington, D.C. auf. Er besuchte die St. Alban’s School und entschied sich bei seiner akademischen Laufbahn gegen sein Sportstipendium als Läufer und für die Columbia University. Dort machte er 1976 seinen Abschluss in Geschichtswissenschaften und Soziologie. Während seines letzten Studienjahres begann er mit der Schauspielerei an der Universität und entschied sich gegen den Rat seines Dozenten für eine Bankausbildung. Nach einigen Jahren kehrte er nach Washington zurück, wo er für das National Public Radio Shows produzierte und vereinzelt auch Theaterproduktionen organisierte. Dadurch kam er auch nach London, wo er ermutigt wurde, die Schauspielerei etwas ernster zu nehmen. Er selbst sprach für unterschiedliche Theaterproduktionen vor und konnte erfolgreich an einigen teilnehmen. Er gab seinen Job auf und war ab 1990 mehrere Jahre lang auf unterschiedlichen Theaterbühnen England und Schottlands unterwegs.
Mit seiner ersten Filmrolle in der Komödie Blackout – Ein Detektiv sucht sich selbst, an der Seite von Kevin Pollak, James Earl Jones und Dana Carvey, startete seine Hollywoodkarriere. Er war seitdem in erfolgreichen Filmen wie Im Körper des Feindes, Der Appartement Schreck und Ray zu sehen und spielte größere Rollen in Fernsehserien wie The Wire, Prison Break, Supernatural, Happy Town und Nashville.

## Filmografie (Auswahl)

### Film
- 1994: Blackout – Ein Detektiv sucht sich selbst (Clean Slate)
- 1995: Sahara – Wüste des Todes (Sahara)
- 1996: Haus der stummen Schreie (If These Walls Could Talk)
- 1996: Invader – Besuch aus dem All (Invader)
- 1997: Im Körper des Feindes (Face/Off)
- 1997: Volcano
- 1998: Mein großer Freund Joe (Mighty Joe Young)
- 1999: Shot Down (The Heist)
- 2000: Die Jazz Connection (For Love or Country: The Arturo Sandoval Story)
- 2001: Storytelling
- 2002: Live aus Bagdad (Live from Baghdad)
- 2003: Der Appartement Schreck (Duplex)
- 2004: Haven
- 2004: Barbershop 2 (Barbershop 2: Back in Business)
- 2004: Die Vergessenen (The Forgotten)
- 2004: Ray
- 2005: Mozart und der Wal (Mozart and the Whale)
- 2007: Freedom Writers
- 2007: Sex and Death 101
- 2009: The Collector – He Always Takes One (The Collector)
- 2011: Rampart – Cop außer Kontrolle (Rampart)
- 2012: The Dark Knight Rises
- 2012: Freelancers
- 2014: The Loft
- 2019: Motherless Brooklyn
- 2021: Vacation Friends
- 2021: A Journal for Jordan

### Serien
- 1993: Agatha Christie’s Poirot (1 Folge)
- 1996: Der Sentinel – Im Auge des Jägers (The Sentinel, Folge 1x04)
- 1997–1999: Immer wieder Fitz (Cracker, 16 Folgen)
- 1997–1999: Poltergeist – Die unheimliche Macht (Poltergeist: The Legacy, 3 Folgen)
- 2003–2008: The Wire (25 Folgen)
- 2007–2008: Prison Break (13 Folgen)
- 2008: Navy CIS (1 Folge)
- 2008–2009: Supernatural (4 Folgen)
- 2009: How I Met Your Mother (Folge 4x19)
- 2010: Happy Town (8 Folgen)
- 2010–2011: Burn Notice (8 Folgen)
- 2012–2013: Nashville (15 Folgen)
- 2013: Grey’s Anatomy (Folge 10x09)
- 2014–2015: Chicago P.D. (9 Folgen)
- 2015–2019: Ballers (22 Folgen)
- 2016–2017: Flaked (13 Folgen)
- 2018–2020: The Alienist – Die Einkreisung (The Alienist, 14 Folgen)
- 2020: Helstrom (8 Folgen)
- 2022–2023: Barry (11 Folgen)
- 2022: In with the Devil  (Black Bird, 8 Folgen)
- 2023: Star Trek: Strange New Worlds (1 Folge)
- 2023: Accused (1 Folge)